# La Bussière (Loiret)
La Bussière település Franciaországban, Loiret megyében. Lakosainak száma 761 fő (2022. január 1.). La Bussière Boismorand, Adon, Escrignelles, Gien és Ouzouer-sur-Trézée községekkel határos.

## Népesség
A település népességének változása:
| Lakosok száma | 531  | 644  | 715  | 767  | 813  | 817  | 805  | 786  | 779  | 761  |
|               | 1968 | 1982 | 1990 | 2006 | 2013 | 2015 | 2017 | 2019 | 2020 | 2022 |